# Drottning Kristinas sluss

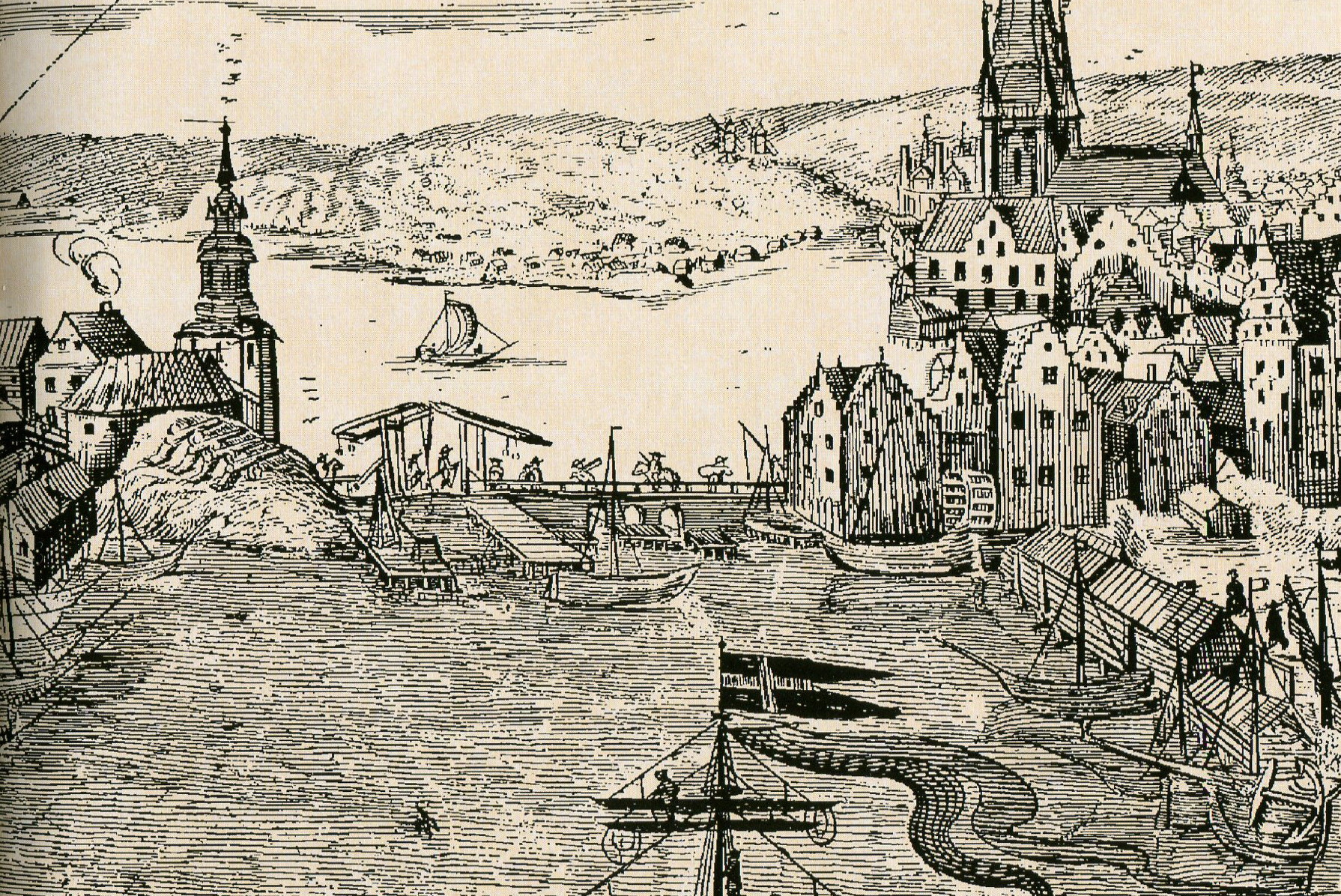
Drottning Kristinas sluss 1650

Drottning Kristinas sluss (även Kristinaslussen) kallas den första slussen på det nuvarande Slussenområdet i Stockholm, efter den dåvarande svenska regenten, drottning Kristina. Drottning Kristinas sluss invigdes 1642 och var i drift i hela 102 år. På platsen uppfördes 1755 Christopher Polhems sluss.

## Bakgrund

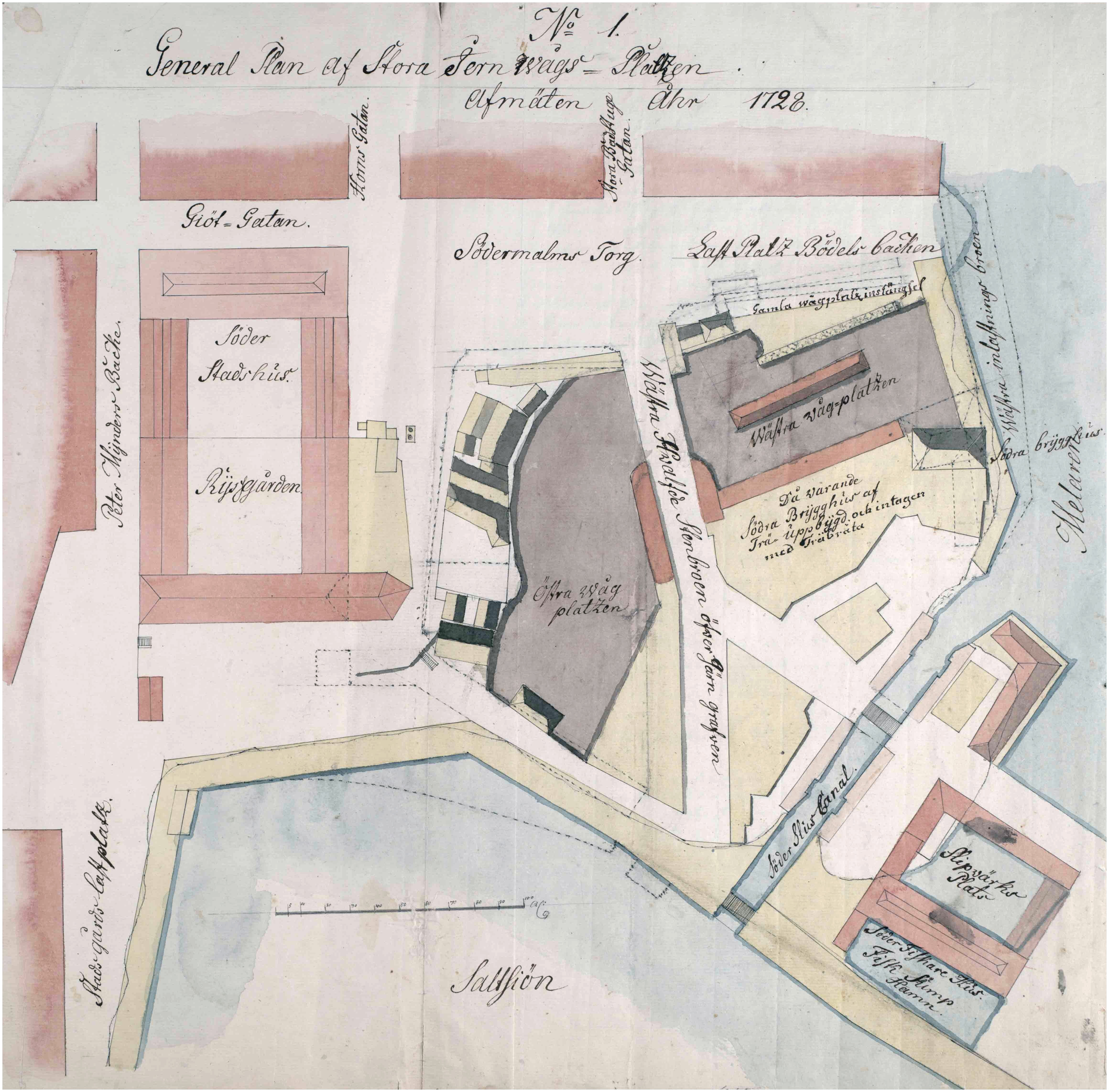
Drottning Kristinas sluss 1728, ritning av stadsarkitekt Johan Eberhard Carlberg.
Norr är till höger.

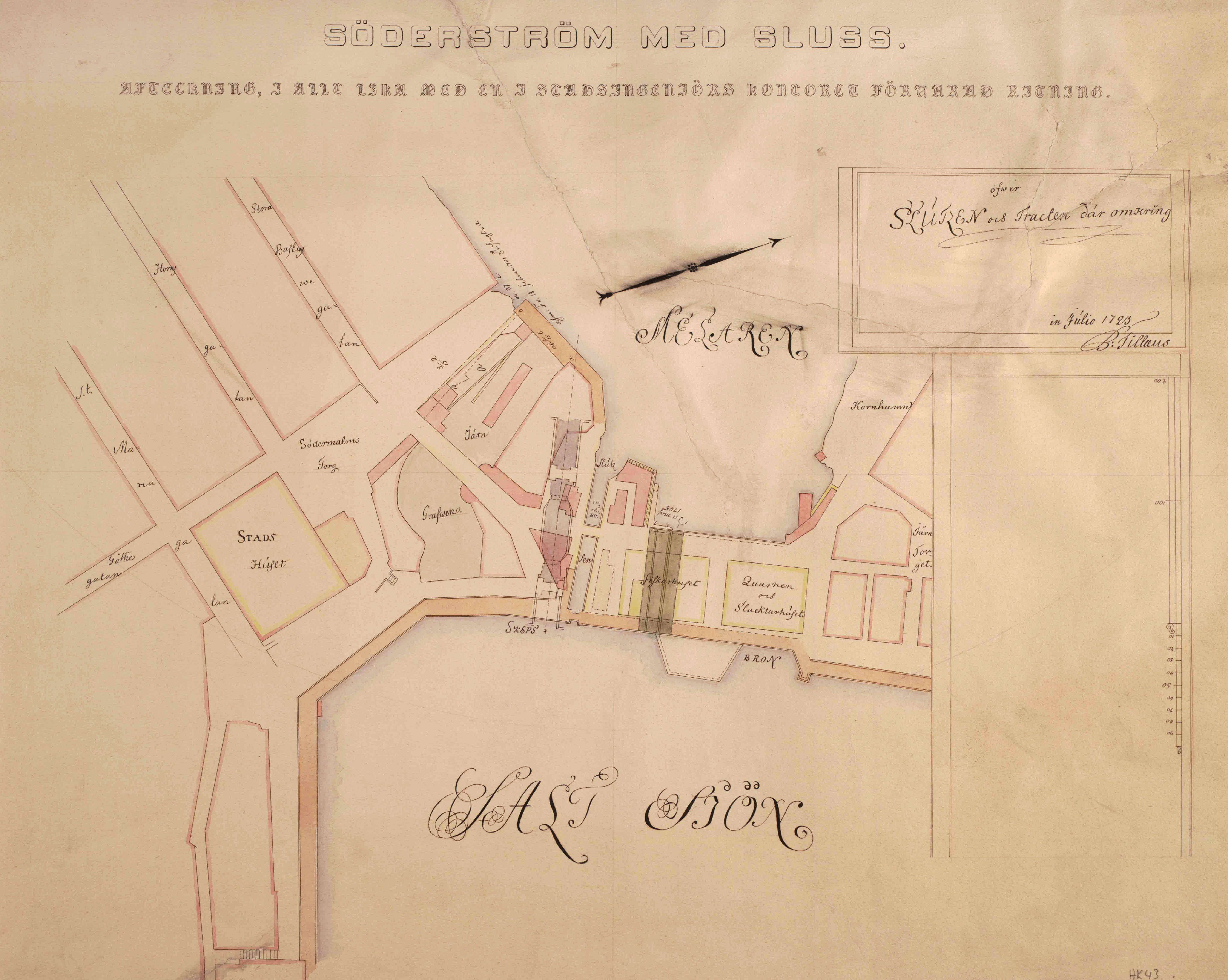
Söderström med Drottning Kristinas sluss på en karta av Petrus Tillaeus 1723.
Norr är till höger.

Innan den första slussen anlades vid Söderström fick båtar mot en avgift, den så kallade strömpengen, halas uppför Lilleström som den södra vattenpassagen genom åstungan mellan Stadsholmen (Gamla stan) och Åsön (Södermalm) kallades. Den norra, Kvarnströmmen, var överbyggd av vattenkvarnar, slakt- och fiskehus. Över Lilleström fanns även en vindbrygga. Passagen genom Lilleström blev allt besvärligare, båtar gick på grund eller fastnade i vindbryggan. För att förbättra farleden beslöts att anlägga en sluss.

## Slussbygget
I maj år 1637 påbörjades byggarbetena med den nya slussen under ledning av överståthållare Clas Larsson Fleming som samtidigt var fullt sysselsatt med en omfattande stadsplanering av Stockholm. Direkt ansvariga för slussbygget var två holländska timmermän, Lennart Hermansson och Adrian Dams. Under byggnadsarbetena, som skulle ta fem år, kunde båtar bara passera genom Norrström. För att torrlägga byggnadsområdet byggdes provisoriska fördämningar på Mälar- och Saltsjösidan. I juni 1637 påbörjades arbetet med att gräva ur botten i Lilleström. Slussdammen konstruerades som en kassun på Skeppsholmen och sänktes 1638 ner på sin plats i Lilleström. Därefter kläddes sidorna med sten från Holland.
Om arbetet skrevs att tio stenhuggare "brände stora stenar sönder ur slussenströmmen", vilket är en beskrivning av tillmakningsmetoden som användes för att spräcka berg och sten innan man kunde spränga. Drottning Kristinas sluss blev 5,92 meter bred och 1,48 meter djup, längden var troligen 39,96 meter, eller i dåvarande måttenhet (fot): 20 fot bred, 5 fot djup och 135 fot lång. Slussen var försedd med så kallade vattenskruvar i vardera änden, det vill säga vridbara, kopparklädda portar, som drogs med hjälp av hästar.

## Slussenområdet efter 1642
Slussen skulle vara öppen för sjöfart fyra gånger per dag och den nya passagen mellan Mälaren och Saltsjön användes flitigt. Det visade inte minst tullinkomsterna för år 1645 som blev sex gånger högre än år 1635.
Platsen skyddades på Saltsjösidan av fyra kanoner, som syns på Wolfgang Hartmanns kopparstick från 1650. När anläggningen varit i drift i tjugo år flyttades järnhanteringen 1662 från Järntorget till Järngraven vid Södermalmstorg, beläget söder om Drottning Kristinas sluss. På 1660-talet uppfördes här Södra stadshuset efter ritningarna av dåvarande stadsarkitekten i Stockholm, Nicodemus Tessin d.ä.
Området blev på kort tid till en viktig handelsplats och Södra stadshuset var ämnad som generalfaktorikontor, ett huvudkontor för internationell handel. Här fanns bland annat järnvågen och området som tidigare var den södra vallgraven kallades nu Järngraven. Via Järngraven gick 40 procent av världens järnexport som huvudsakligen utgjordes av stångjärn från Bergslagen. Norra och Södra Järngraven är även namnen på den ost-västliga gatuförbindelsen i dagens trafikplats Slussen. År 1698 kompletterades slussanläggningen med ytterligare en vindbrygga som placerades på Saltsjösidan. 
Redan i början av 1700-talet hade Drottning Kristinas sluss blivit för liten och krav på en ny, större och bättre sluss framfördes. På Petrus Tillaeus karta över slussområdet från 1723 syns ett placeringsförslag för en ny sluss, söder om den gamla. Det skulle dock dröja till 1755 innan nästa sluss stod färdig. Den kallades Christopher Polhems sluss efter sin konstruktör Christopher Polhem och den byggdes på samma plats som den gamla.

## Översiktsbild 1674

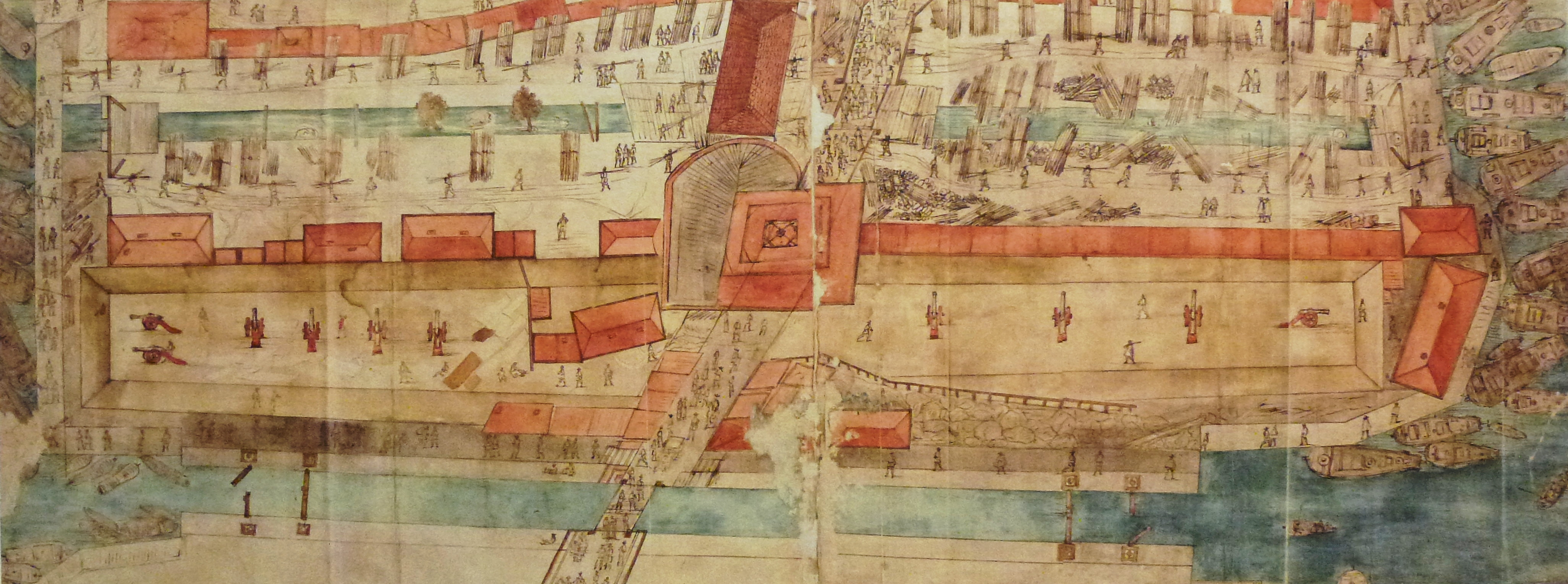
Ritning över Drottning Kristinas sluss upprättad av Lorenzo Magalotti 1674 (norr är nedåt). Slusskanalen syns längst ner med en centralt placerad vindbro. Mitt i bilden märks yttre porttornet Södre Torn, det inre tornet revs för att lämna plats för slussanläggningen. Området är befäst med tio kanoner. Överst i bilden syns Järngraven, där pågår intensiv verksamhet med hantering av stångjärn som transporteras av så kallade järnbärare till Saltsjösidan (till höger i bilden).
Vid den tiden gick 40 procent av världens järnexport över denna plats.